# Blantyre (Malawi)
Pour les articles homonymes, voir Blantyre.
Blantyre est une ville du Malawi et la capitale de la Région Sud, et sa deuxième plus grande ville, avec une population de 800 264 habitants en 2018. Elle est parfois qualifiée de capitale commerciale et industrielle du Malawi, par opposition à sa capitale politique, Lilongwe, ainsi que sa capitale économique.

## Histoire
Blantyre fut fondée en 1876 grâce à l'œuvre missionnaire de l'Église d'Écosse. Elle doit son nom à Blantyre, dans le South Lanarkshire, en Écosse, ville natale de l'explorateur David Livingstone. Le site fut choisi par Henry Henderson, qui y fut rejoint le 23 octobre 1876 par le Dr T. T. Macklin et d'autres. Le Dr Macklin prit la direction de la mission et commença les travaux de construction ; mais ce n'est qu'en 1878 que le premier ministre ordonné, le révérend Duff MacDonald, rejoignit la mission. Les premiers missionnaires, pour diverses raisons, se heurtèrent à l'opposition locale et trois d'entre eux furent rappelés. 
De 1881 à 1898, la mission fut dirigée par David Clement Scott, qui construisit l'église Saint-Michel et Tous les Anges de Blantyre entre 1888 et 1891, mais aussi son Dictionnaire encyclopédique de la langue mang'anja, le principal dictionnaire du mang'anja et de la langue chichewa, langue étroitement apparentée. Il fut ensuite édité par Alexander Hetherwick, successeur de Scott à Blantyre. L'église fut construite par une équipe d'ouvriers locaux ignorant l'architecture et les techniques de construction européennes.
En parallèle à la mission, une société commerciale fut créée. La Livingstonia Central Africa Trading Company, rebaptisée African Lakes Corporation en 1878, fut fondée à Glasgow en 1877. En 1881, elle déménagea à Mandala, non loin de là, de l'autre côté de la rivière Mudi. Le siège initial de la société à Blantyre, Mandala House, existe toujours et est classé monument national, ainsi que le plus ancien bâtiment du Malawi.
L'histoire du développement de Blantyre a été principalement dictée par un développement fragmenté et non coordonné, résultant de décisions individuelles et de groupes d'intérêts concernant l'évangélisation, le commerce, l'agriculture, l'industrie et l'administration.
Le développement urbain de Blantyre a été stimulé par la construction du chemin de fer. En 1956, elle a fusionné avec sa ville sœur, Limbe (11 km à l'est, fondée en 1909), pour former une seule ville.
La ville de Blantyre compte huit monuments nationaux, principalement des bâtiments d'importance historique. L'assemblée municipale a proposé deux sites pour la désignation comme monuments nationaux et 23 autres pour examen afin de déterminer leur éligibilité à la désignation comme monuments nationaux et locaux.

## Démographie
According to the 2018 census, the Lomwe are the largest ethnic group in the city with 39.59% of the population. The largest ethnic minority are the Ngoni with 19.12% of the population. Other minor ethnic groups include the Yao with 14.32%, Chewa with 9.34%, Sena with 5.74%, Mang'anja with 4.26%, Tumbuka with 4.01%, Tonga with 1.24%, Nyanja with 0.87%, Nkhonde with 0.34%, Lambya with 0.2%, Sukwa with only 0.02%, and other ethnic groups with 0.93% of the city's population.
| Année | Population |
| ----- | ---------- |
| 1977  | 219 011    |
| 1987  | 333 120    |
| 1998  | 478 155    |
| 2008  | 732 518    |
| 2018  | 800 264    |

## Économie
Il existe plusieurs règles pour le traitement des déchets industriels, mais le rejet des eaux usées non traitées dans les égouts, puis dans les principaux cours d'eau de la ville, est très courant, ce qui représente un risque potentiel pour la santé et l'environnement des habitants de Blantyre et en aval. D'autres sources de pollution de l'eau dans la ville, telles que les eaux de ruissellement provenant des activités domestiques et agricoles et les émissions des véhicules, ont été identifiées. Des études antérieures ont indiqué une pollution importante aux métaux lourds dans les plans d'eau de la ville, y compris les ruisseaux,. D'importants changements ont eu lieu dans les activités industrielles de la ville, notamment une diminution des volumes d'eaux usées produites par l'entreprise David Whitehead, autrefois un important contributeur aux effluents d'eaux usées dans la zone industrielle de Makata ; un changement de propriétaire et de gestion des eaux usées de Cold Storage Company; la fermeture de la ligne de bus Shire; le doublement de la production d'eaux usées de Carlsberg et Chibuku Products en raison de l'augmentation de la production et de l'installation de certaines usines de prétraitement industriel, comme à Chibuku, Plascon et Dulux.

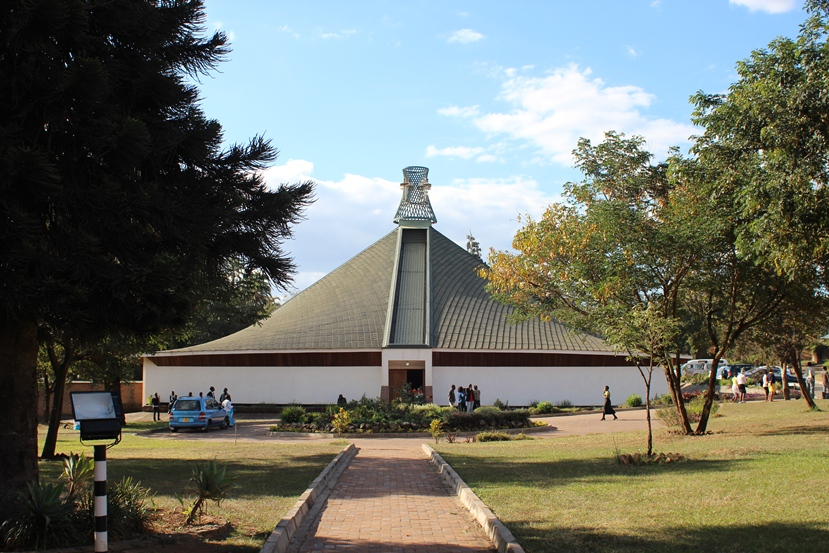
La salle polyvalente moderne de la Mission de Blantyre

Le secteur manufacturier contribue à environ 14 % du PIB. Entre 1996 et 1999, le secteur a enregistré une croissance nulle, en partie due à la libéralisation rapide des marchés, qui a exposé les fabricants malawites à la concurrence de l'Afrique du Sud et du Zimbabwe. Le secteur est toujours entravé par un comportement monopolistique (coton), des barrières commerciales, un manque d’accès au capital, des importations illégales et une mise en œuvre imprévisible ou l’absence de mise en œuvre des accords commerciaux bilatéraux existants.
Blantyre abrite la Bourse du Malawi, située sur Victoria Avenue, au cœur de la ville. Ouverte en novembre 1996, elle est régie par la loi de 1990 sur le développement des marchés financiers et la loi de 1984 sur les sociétés. Avant l'introduction en bourse de la première société, les principales activités consistaient à mettre en place un système de négociation sur le marché secondaire des obligations du gouvernement du Malawi, notamment des bons du Trésor et des actions locales.
Principal pôle économique et financier du Malawi, la ville accueille chaque année en mai une foire commerciale internationale. Cet événement vise à présenter le meilleur du commerce, de l'industrie, de l'agriculture et des technologies de l'information du Malawi. Son ouverture en 2007 s'est déroulée sous le thème « Renforcer la productivité pour accroître la compétitivité à l'exportation ».
Selon le classement du coût de la vie de Mercer 2017 et de Preciousgift Kulumbasi, Blantyre est la ville où le coût de la vie pour les expatriés est le cinquième plus bas au monde.

## Transports

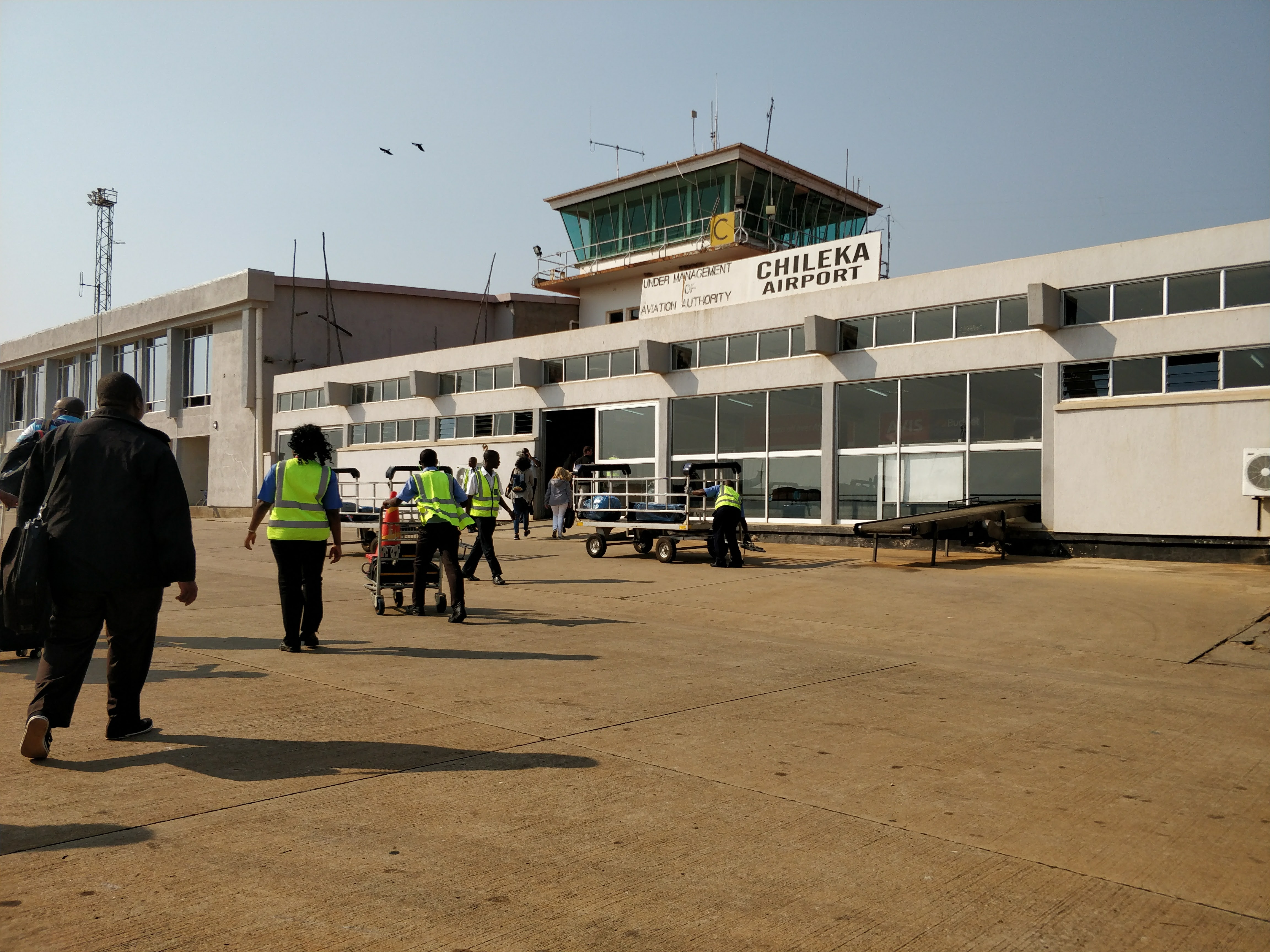
Aéroport international de Chileka

La ville dispose d'une importante gare ferroviaire sur la ligne Sena, qui relie Blantyre à Nsanje, près de la frontière sud avec le Mozambique, et relie le Malawi aux ports mozambicains de Beira et Nacala ; Mchinji, près de la frontière avec la Zambie ; Salima et Lilongwe ; et entre Nkaya et Nayuchi, à la frontière orientale avec le Mozambique, pour un total de 797 kilomètres.
L'aéroport international de Chileka, situé à environ 14 km du centre-ville de Blantyre, dispose de deux pistes et dessert Blantyre avec des vols vers l'Afrique du Sud, la Tanzanie, l'Éthiopie, le Kenya et des destinations intérieures. Il est la deuxième base de la compagnie aérienne phare du pays, Malawi Airlines. L'aéroport de Chileka abrite également d'importantes stations météorologiques. En 2007, le gouvernement du Malawi a proposé des plans d'expansion qui n'ont pas encore été réalisés. En 2009, il a été annoncé que le gouvernement du Malawi recherchait des partenaires pour une réhabilitation de l'aéroport d'un milliard de dollars, qui comprendra la construction d'un nouveau terminal et l'élargissement de la piste actuelle.

## Enseignement supérieur

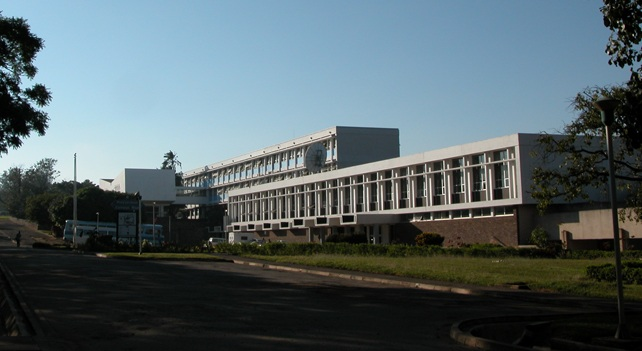
L'école polytechnique.

Blantyre accueille également l'University of Malawi College of Medicine, l'école polytechnique du Malawi et l'école d'infirmière Kamuzu. Ces trois institutions font partie de l'Université du Malawi dont le siège est à Zomba.
L'enseignement supérieur comprend des établissements techniques et d'enseignement supérieur, principalement dans la région de Chichiri-Ginnery Corner, l'ancien Polytechnique du Malawi, aujourd'hui l'Université des affaires et des sciences appliquées du Malawi (MUBAS), l'Université des sciences de la santé de Kamuzu, l'École des sciences de la santé de Blantyre et le Collège de comptabilité du Malawi, les écoles nationales de formation des télécommunications et les écoles multi-pays de la SADCC, l'École technique, l'École de formation de la police et le Collège des enseignants de Blantyre.

## Lieux de culte

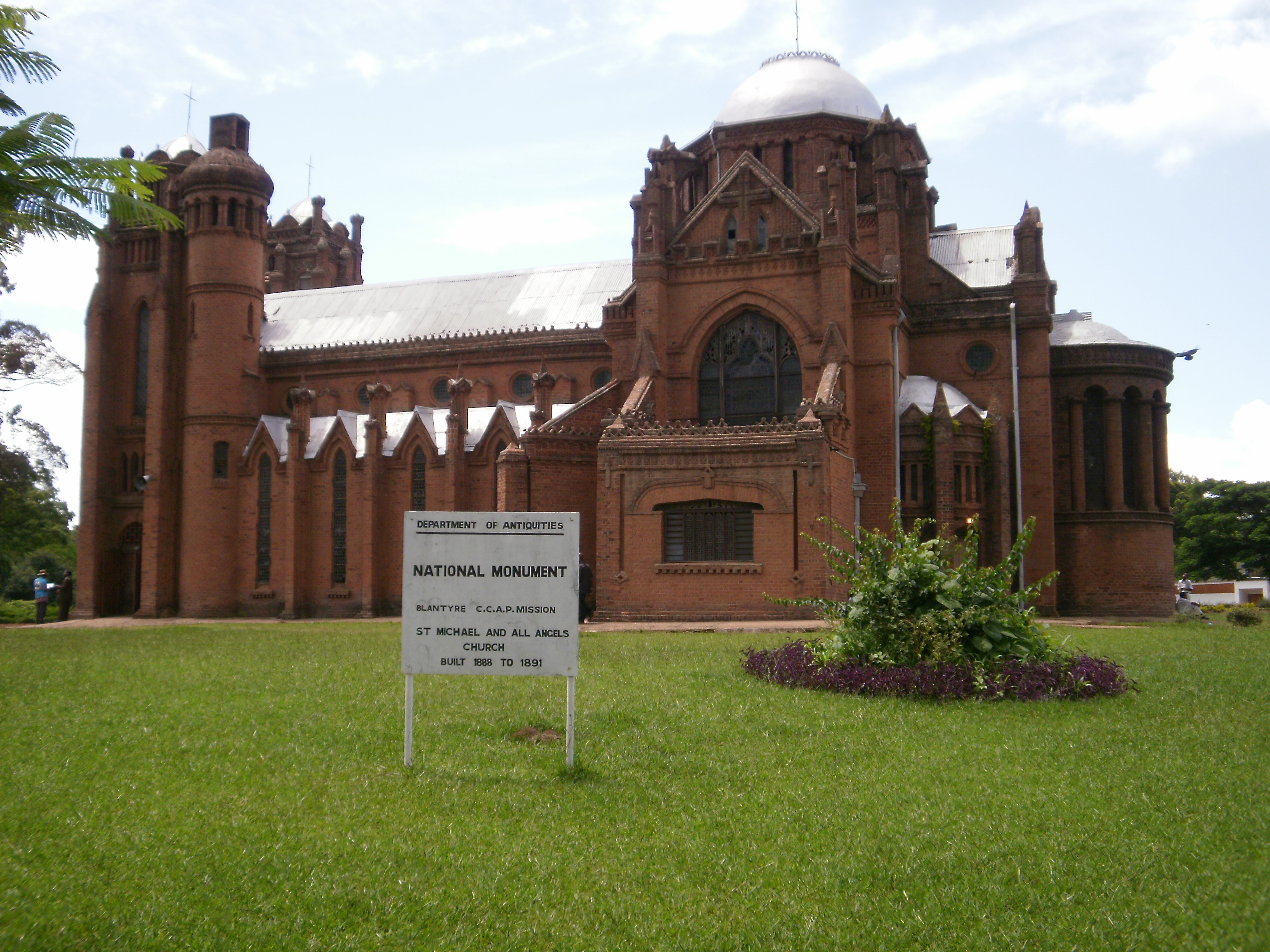
Photo de l'église Saint-Michel-et-tous-les-Anges à Blantyre

Parmi les lieux de culte, il y a principalement des églises et des temples chrétiens : Lutheran Church of Central Africa (Fédération luthérienne mondiale), Église presbytérienne d'Afrique centrale (Communion mondiale d'Églises réformées), Baptist Convention of Malawi (Alliance baptiste mondiale), Assemblées de Dieu, Archidiocèse de Blantyre (Église catholique). Il y a aussi des mosquées.

## Personnalités
- Rose Chibambo (1928-2016), militante pour l'indépendance et femme politique malawite, morte à Blantyre.
- Billie Zangewa, née à Blantyre en 1973, artiste.
- Charles Swini (1985-2024), joueur de football malawite.
- Cate (1992) et Bronte Campbell (1994), nageuses, championnes olympiques, nées à Blantyre, de nationalité australienne[24].
- Joana Ntaja (1984-2015), femme politique malawite.